# Metropolit

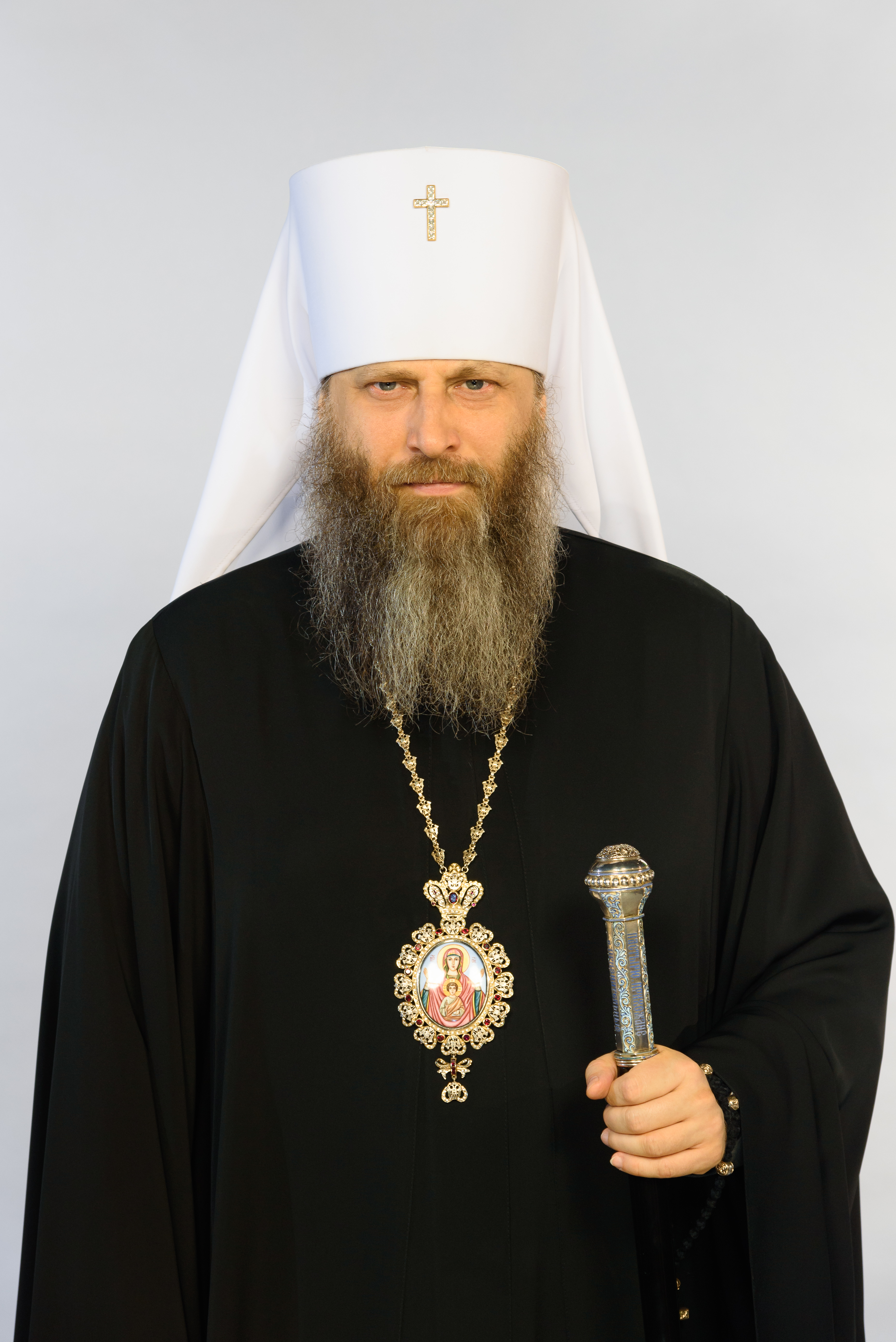
Nikodim Chibisov är den styrande metropoliten för Novosibirsks stift i den Rysk-ortodoxa kyrkan.

Metropolit (grekiska: Μητροπολίτης; kyrkslaviska: Митрополї́тъ) är inom de Östortodoxa kyrkorna titeln för biskopen i en provinshuvudstad. Titeln används sedan 300-talet och kommer av senlatinets metropoliʹta ’huvudstadsbiskop’, av likabetydande grekiska mētropoliʹtēs.
Titeln kommer från rena grekiska metro (μήτηρ, ”moder”) + polit (politis, ”medborgare”), moders medborgare, alltså provinsens moder stads medborgare med ledare mening.
Inom den Romersk-katolska kyrkan och Anglikanska kyrkogemenskapen används titeln metropolit om den ärkebiskop som leder en kyrkoprovins.

## Metropolit i olika länder

### Ryssland
I Ryssland står metropoliten i rang under patriarken men över ärkebiskopen och biskopen.

### Grekland
I Grekland är metropoliterna underställda ärkebiskopen av Aten.

### Sverige
Den 5 maj 2014 blev Cleopas Strongylis vald till Konstantinopels ekumeniska patriarkats metropolit över Ortodoxa metropolitdömet Sverige och Skandinavien.